# 지미 스누카

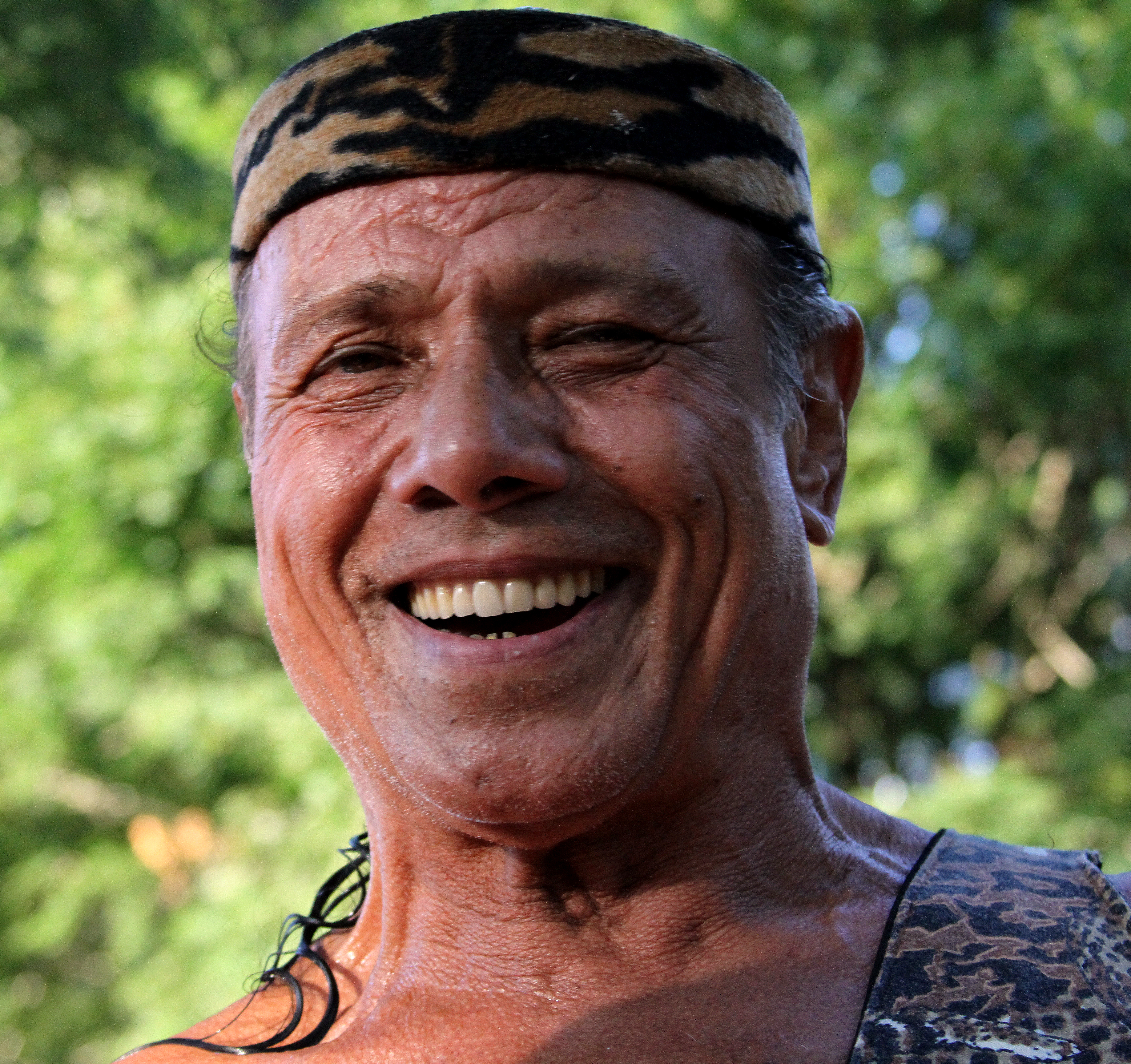
지미 스누카

제임스 라이어 스누카(James Reiher Snuka, 1943년 5월 18일 ~ 2017년 1월 15일)는 피지의 프로 레슬러이다. 링네임인 지미 '더 슈퍼 플라이' 스누카(Jimmy 'The Superfly' Snuka)로도 잘 알려져 있다.
딸 타미나 스누카, 양자 심 스누카도 프로 레슬러로 활동하고 있다.
드웨인 존슨은 그의 먼 친척 조카이다.